# 弗洛林·梅爾賈
弗洛林·梅爾賈（Florin Mergea，1985年1月26日—）是一位羅馬尼亞职业网球男运动员，2003年轉職業。他曾参加2016年夏季奥林匹克运动会，最終在男双项目上收获一枚银牌。

## 外部連結
- 弗洛林·梅爾賈（英文/西班牙文）的官方資料
- 弗洛林·梅爾賈的國際網球總會 職業／青少年 官方資料（英文）
- 弗洛林·梅爾賈的官方資料（英文）